# 카를로 파시
카를로 파시(이탈리아어: Carlo Fassi, 1929년 12월 20일 - 1997년 3월 20일)는 이탈리아의 피겨 스케이팅 선수였다.

## 개인 생활
파시는 밀라노에서 건축업자의 아들로 태어났다. 그는 5개 언어를 말했다. 그는 1960년에 크리스타 파시와 결혼했다.

## 생애 및 선수 경력
파시는 1953년과 1954년 유럽 선수권 대회에서 금메달을 획득하고, 1953년 세계 선수권 대회에서 동메달을 획득했다. 파시는 선수 생활을 마감한후 코치가 되었다. 파시는 1997년 로잔 세계 선수권 대회에서 심장 마비로 사망했다.